# 阿尔穆年特
阿尔穆年特，是西班牙阿拉贡自治区韦斯卡省的一个市镇。总面积38平方公里，总人口587人（2001年），人口密度15人/平方公里。